# Ле-Тей-Бокаж
Ле-Тей-Бока́ж (фр. Le Theil-Bocage) — колишній муніципалітет у Франції, у регіоні Нормандія, департамент Кальвадос. Населення — 231 осіб (2011).
Муніципалітет був розташований на відстані близько 230 км на захід від Парижа, 45 км на південний захід від Кана.

## Історія
До 2015 року муніципалітет перебував у складі регіону Нижня Нормандія. Від 1 січня 2016 року належав до нового об'єднаного регіону Нормандія.
1 січня 2016 року Ле-Тей-Бокаж, Берньєр-ле-Патрі, Бюрсі, Шендолле, Ле-Дезер, Естрі, Моншам, П'єрр, Прель, Ла-Рок, Рюллі, Сен-Шарль-де-Персі, Вассі i В'єссуа було об'єднано в новий муніципалітет Вальдальєр.

## Демографія
Динаміка населення (Insee ):
Розподіл населення за віком та статтю (2006):
| Стать | Всього | До 15 років | 15-24 | 25-44 | 45-64 | 65-85 | Понад 85 |
| --- | ------ | ----------- | ----- | ----- | ----- | ----- | -------- |
| Чоловіки | 100    | 20          | 4     | 24    | 28    | 24    | 0        |
| Жінки | 156    | 24          | 28    | 8     | 48    | 40    | 8        |
| \| Статево-вікова піраміда \| Статево-вікова піраміда \| Статево-вікова піраміда \| \| ----------------------- \| ----------------------- \| ----------------------- \| \| Чоловіки \| Вік \| Жінки \| \| 0 \| 85 + \| 8 \| \| 8 \| 80-84 \| 16 \| \| 0 \| 75-79 \| 8 \| \| 12 \| 70-74 \| 4 \| \| 4 \| 65-69 \| 12 \| \| 8 \| 60-64 \| 8 \| \| 12 \| 55-59 \| 8 \| \| 4 \| 50-54 \| 8 \| \| 4 \| 45-49 \| 24 \| \| 4 \| 40-44 \| 0 \| \| 12 \| 35-39 \| 8 \| \| 0 \| 30-34 \| 0 \| \| 8 \| 25-29 \| 0 \| \| 4 \| 20-24 \| 12 \| \| 0 \| 15-20 \| 16 \| \| 8 \| 10-14 \| 12 \| \| 4 \| 5-9 \| 4 \| \| 8 \| 0-4 \| 8 \| |        |             |       |       |       |       |          |
| Статево-вікова піраміда |        |             |       |       |       |       |          |
| Чоловіки | Вік    | Жінки       |       |       |       |       |          |
| 0 | 85 +   | 8           |       |       |       |       |          |
| 8 | 80-84  | 16          |       |       |       |       |          |
| 0 | 75-79  | 8           |       |       |       |       |          |
| 12 | 70-74  | 4           |       |       |       |       |          |
| 4 | 65-69  | 12          |       |       |       |       |          |
| 8 | 60-64  | 8           |       |       |       |       |          |
| 12 | 55-59  | 8           |       |       |       |       |          |
| 4 | 50-54  | 8           |       |       |       |       |          |
| 4 | 45-49  | 24          |       |       |       |       |          |
| 4 | 40-44  | 0           |       |       |       |       |          |
| 12 | 35-39  | 8           |       |       |       |       |          |
| 0 | 30-34  | 0           |       |       |       |       |          |
| 8 | 25-29  | 0           |       |       |       |       |          |
| 4 | 20-24  | 12          |       |       |       |       |          |
| 0 | 15-20  | 16          |       |       |       |       |          |
| 8 | 10-14  | 12          |       |       |       |       |          |
| 4 | 5-9    | 4           |       |       |       |       |          |
| 8 | 0-4    | 8           |       |       |       |       |          |

## Економіка
2010 року серед 143 осіб працездатного віку (15—64 років) 105 були активними, 38 — неактивними (показник активності 73,4%, у 1999 році було 79,4%). З 105 активних мешканців працювали 92 особи (48 чоловіків та 44 жінки), безробітними було 13 (6 чоловіків та 7 жінок). Серед 38 неактивних 4 особи були учнями чи студентами, 26 — пенсіонерами, 8 були неактивними з інших причин.

У 2010 році в муніципалітеті числилось 104 оподатковані домогосподарства, у яких проживали 236,0 особи, медіана доходів виносила 15 139 євро на одного особоспоживача